# Little Deviants
Little Deviants est un jeu vidéo de type party game sur PlayStation Vita. Il est développé par Bigbig Studios et édité par Sony.

## Accueil
- Jeuxvideo.com : 13/20[1]